# Масковый меланерпес
Ма́сковый мелане́рпес (лат. Melanerpes chrysauchen) — птица семейства дятловых. Обитает в равнинных дождевых лесах на территории Коста-Рики и Панамы. Оседлый вид.

## Описание

### Внешний вид
Среднего размера дятел: длина 17—18 см, масса 45—68 г. Клюв длинный, достаточно острый, с широким основанием и несколько изогнутым надклювьем. Окраска головы отличная у самца и самки. Первый выделяется большим красным пятном на темени, в то время как лоб и затылок золотисто-жёлтого цвета. У самки лоб, темя и затылок полностью золотисто-жёлтые, не считая узкой чёрной полосы посередине.
Остальные детали оперения схожи у самцов и самок. Область вокруг глаз, бока головы и шеи чёрные; за глазом развито небольшое белое пятно или полоска. Уздечка, подбородок, горло и грудь желтовато-коричневые или палевые, иногда с сероватым оттенком. Брюхо пёстрое, состоит из волнистых поперечных полос желтоватого, беловатого и чёрного цвета. В нижней части развито размытое пятно красноватого или оранжевого цвета. Подхвостье белое. Верхняя часть тела, включая крылья и хвост, почти полностью чёрная. На спине развиты две белые продольные полосы, начинающиеся в районе плеч. На верхних кроющих хвоста имеется несколько белых пятен.

### Отличия от схожих видов
От чернощёкого меланерпеса (Melanerpes pucherani), обитающего на обращённых к Карибскому морю восточных склонах Кордильер, отличается золотисто-жёлтым, а не красным затылком. Менее заметные отличия между масковым меланерпесом и распространённым в Колумбии видом Melanerpes pulcher, который ранее считался одним из подвидов описываемого вида. У Melanerpes pulcher белая полоса на спине имеет разрывы; жёлтое пятно на уздечке занимает большую площадь, частично проникая в область темени; брюхо с более отчётливо выраженной полосатостью; красное пятно на затылке самца захватывает часть затылка.

### Голос
Шумная птица. Наиболее частый издаваемый звук — громкая короткая трель, похожая на хохот, повторяемая 3—5 раз на одной высоте. Иногда можно услышать короткое щебетание «рэт-рэт-рэт», которое может быть чистым, гнусавым или вообще представлять собой булькающие звуки. Барабанная дробь характерна для обоих полов в брачный период, однако сведения о её характере и частоте отсутствуют.

## Распространение
Область обитания — западные склоны Кордильер в Коста-Рике и Панаме. В Коста-Рике распространён на юго-западе страны у берегов залива Никоя. В Панаме обитает в западной, прилегающих к тихоокеанскому побережью, части провинций Чирики и Верагуас. В обоих случаях населяет равнинные влажные тропические леса, вторичные леса и прилегающие к ним полуоткрытые ландшафты, включая плантации. Часто встречается на лесных опушках, полянах, вырубках. В Панаме не поднимается выше 1200, в Коста-Рике выше 1500 м над уровнем моря.

## Питание
Питание смешанное, сочетает растительные и животные корма. Ловит разнообразных насекомых, в том числе жуков и термитов. Исследует трещины подгнивающей древесины в поисках ксилофагов. Летающих насекомых хватает в воздухе, используя так называемый «мухоловковый» способ ловли: караулит добычу, сидя на дереве; приметив потенциальную жертву, соскакивает с ветки и хватает её на лету. Растительная пища состоит из разнообразных сочных плодов, в том числе культурного происхождения: банана, апельсина, персиковой пальмы, инжира. Употребляет в пищу ягоды меластомы, молодые побеги цекропии, нектар соцветий маркгравии (Marcgravia).

## Размножение
Размножается с конца марта по июнь; как правило, одна кладка за сезон. Гнездо устраивает в самостоятельно выдолбленном дупле погибшего дерева на высоте от 5 до 30 м над землёй. По сообщению Александра Скатча (англ. Alexander Skutch), одно измеренное им гнездо было около 30 см глубиной и 33 см в диаметре, гнездовая подстилка отсутствовала. Готовая кладка содержит 3 или 4 белых яйца, длительность инкубации около 12 дней. Оба родителя в равной степени сидят на гнезде и выкармливают потомство. Птенцы при появлении на свет голые и слепые, начинают летать в возрасте 33—34 дней, при этом ещё около двух месяцев подкармливаются родителями. Выводки окончательно распадаются лишь в начале следующего сезона размножения.